# Zięba modra
Zięba modra, zięba kanaryjska (Fringilla teydea) – endemiczny gatunek osiadłego ptaka z rodziny łuszczakowatych (Fringillidae) występujący na Wyspach Kanaryjskich.

## Systematyka
Systematyka gatunku jest kwestią sporną. Część autorów wyróżnia dwa podgatunki zięby modrej:
- F. teydea teydea Webb, Berthelot & Moquin-Tandon, 1836 – zięba modra – Teneryfa
- F. teydea polatzeki Hartert, 1905 – zięba czarnoczelna – Gran Canaria

Międzynarodowy Komitet Ornitologiczny (IOC) i autorzy Handbook of the Birds of the World (a tym samym IUCN) uznają te taksony za osobne gatunki.

## Charakterystyka

### Morfologia
Ptak nieco większy od zięby zwyczajnej. U samca płaszcz i głowa jest ciemno szaroniebieska, gardło, pierś i boki jasno ołowianoszare, a pokrywy podogonowe są białe. Z kolei u samicy wierzch jest brązowoszary, a spód szarobiały. Zięba modra ma mocny i stożkowaty dziób, który jest jasnoszary. Obie płcie mają białawą obrączkę oczną.

### Wymiary średnie
- Długość ciała 16–18 cm
- Rozpiętość skrzydeł:
  - ♂ Samiec 9,6–10,7 cm
  - ♀ Samica 8,9–9,7 cm

## Występowanie

### Zasięg występowania
Zięba modra jest endemitem i występuje tylko na dwóch wyspach archipelagu Wysp Kanaryjskich: Teneryfie i Gran Canarii.

### Środowisko
Zamieszkuje tereny pokryte lasami sosny kanaryjskiej (Pinus canariensis) na wysokości 1200–1800 m n.p.m. Nasiona tej sosny są jej głównym pokarmem.

## Rozród
Okres lęgowy trwa od maja do sierpnia. Samica składa najczęściej dwa jaja w gnieździe zbudowanym na drzewie. Wysiadywanie trwa od 14 do 16 dni. Wykluwające się młode są ślepe i pozostają w gnieździe przez 17–18 dni.

## Status
IUCN klasyfikuje ziębę modrą z Teneryfy jako gatunek bliski zagrożenia (NT – Near Threatened), a ziębę czarnoczelną z Gran Canarii jako gatunek zagrożony (EN – Endangered). Wielkość populacji z Teneryfy szacuje się na 2000–5000 dorosłych osobników, a z Gran Canarii – 430 osobników. Trend liczebności obu tych populacji oceniany jest jako wzrostowy.